# Aletta Jacobsová

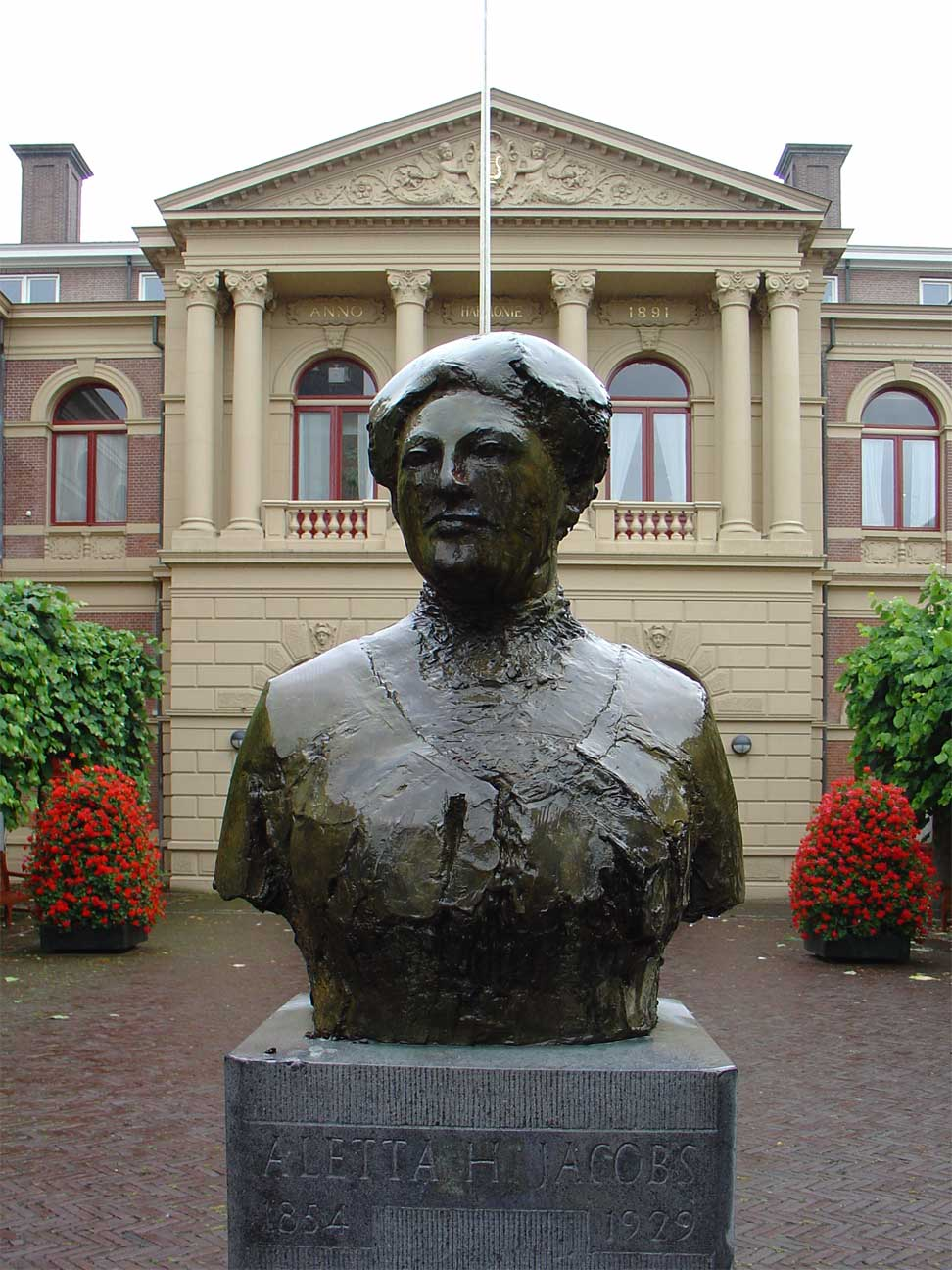
Busta v Groningenu

Aletta Henriëtte Jacobsová (9. února 1854 Sappemeer – 10. srpna 1929 Baarn) byla významná představitelka feministického hnutí v Nizozemsku.

## Životopis
Pocházela z židovské rodiny. Byla první nizozemskou ženou, která dosáhla kompletního univerzitního vzdělání, když roku 1878 vystudovala medicínu na Amsterdamské univerzitě. Po studiích se angažovala nejprve v nizozemské odborovém hnutí, v jehož rámci se věnovala vzdělávání žen. Roku 1903 se stala předsedkyní nizozemské asociace boje za ženské volební právo. V této funkci zorganizovala kongres v Haagu, kde byla založena Mezinárodní ženská organizace pro mír a svobodu (Women's International League for Peace and Freedom).
V anketě Největší Nizozemec z roku 2004 se umístila na jedenáctém místě.